# Погруддя Олександра II (Київ)

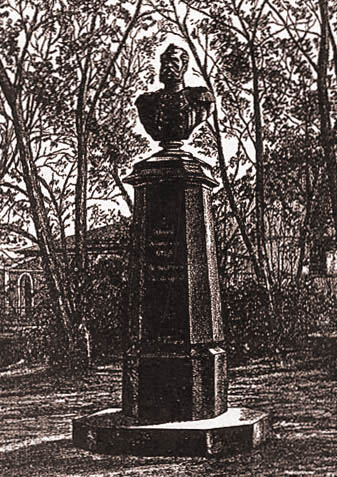
Бюст Олександра ІІ у Києві

Погруддя Олекса́ндра ІІ у Ки́єві — перший пам'ятник російському імператору Олександру ІІ Романову у Києві. Встановлений у 1883 році приватним коштом при Інституті шляхетних дівчат.
1 березня 1881 року російський імператор Олександр ІІ загинув внаслідок теракту у Санкт-Петербурзі. У 1883 році, у пам'ять про його царювання, коштом вихованок та викладачок київського Інституту шляхетних дівчат, у сквері на його подвір'ї був встановлений бронзовий бюст імператора. Він містився на лабрадоритовому п'єдесталі з написом «Любвеобильному отцу от Киевского Института».
З приходом більшовиків у 1920-х роках бюст імператора було знесено та переплавлено, натомість на п'єдесталі встановили бюст одного із співробітників НКВС. Пізніше було знесено і цей пам'ятник.